# Erik Ivar Fredholm

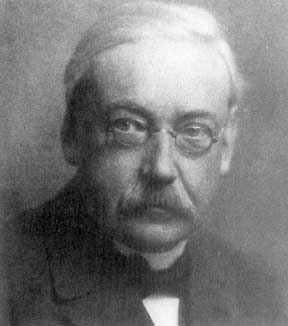
Erik Ivar Fredholm

Erik Ivar Fredholm (* 7. April 1866 in Stockholm; † 17. August 1927 in Mörby bei Stockholm) war ein schwedischer Mathematiker. Er begründete 1903 die moderne Theorie der Integralgleichungen, die nach ihm auch Fredholmtheorie genannt wird. Nach ihm sind auch die Fredholm-Operatoren und die Fredholm-Determinante benannt.

## Leben
Fredholm war der Sohn eines Kaufmanns, der ein Vermögen bei der Einführung elektrischer Beleuchtung in Schweden machte. Er studierte an der Königlichen Technischen Hochschule in Stockholm, was bei ihm ein lebenslanges Interesse an angewandter Mathematik hinterließ, und an der Universität Uppsala. Das war damals die einzige schwedische Universität, die Doktorgrade verlieh, tatsächlich studierte er aber bei Magnus Gösta Mittag-Leffler in Stockholm, bei dem er 1893 (und nochmals 1898) (in Uppsala) promoviert wurde. Er wurde danach Dozent an der Universität Stockholm. Mittag-Leffler war von den Arbeiten Fredholms so beeindruckt, dass er einige an Henri Poincaré in Paris schickte und 1899 war Fredholm selbst ein Jahr in Paris bei Poincaré, Émile Picard und Jacques Hadamard. Dort entwickelte er beim Studium des Dirichlet-Problems der Potentialtheorie seine Fredholmtheorie der Integralgleichungen, die vorhergehende Ansätze verallgemeinerte. Die Theorie wurde bald nach der Jahrhundertwende in Göttingen bekannt (1901 durch Vorlesungen von Erik Holmgren) und wurde dort von David Hilbert aufgegriffen und weiterentwickelt. Fredholm, der von Vito Volterra und Poincaré angeregt war, übertrug Ideen der linearen Algebra auf den Fall unendlich vieler Gleichungen und Variable (zum Beispiel bei der nach ihm benannten Fredholm-Determinante). Seine Hauptarbeit, in der er seine Theorie darlegte, war Sur une classe d´equations fonctionelles (Acta Mathematica, 1903).
Seit 1906 war er Professor für Mechanik und mathematische Physik an der Universität Stockholm, was auch die Interessenschwerpunkte von Fredholm widerspiegelte – viele seiner mathematischen Arbeiten hatten ihren Ursprung in Problemen der mathematischen Physik. An der Universität war er zeitweise Dekan. Neben seiner Professur war er in der staatlichen schwedischen Versicherung und der Versicherungswirtschaft angestellt und diente in verschiedenen öffentlichen Ämtern. Auch als Wissenschaftler verlagerte er sein Interesse ab etwa 1902 auf Versicherungsmathematik. 1907 wurde er zum korrespondierenden Mitglied der Göttinger Akademie der Wissenschaften und 1922 der Académie des sciences gewählt.
Er war seit 1911 verheiratet und hatte einen Sohn, der die Militärlaufbahn einschlug.
Der Asteroid (21659) Fredholm und der Mondkrater Fredholm wurden nach ihm benannt. 1909 wurde er Ehrendoktor der Universität Leipzig und 1908 erhielt er den Poncelet-Preis der französischen Akademie der Wissenschaften.

## Schriften (Auswahl)
- Gesammelte Werke (Oeuvres). Malmö 1955.